# خانه دکترامامی
خانه دکترامامی مربوط به اواخر دوره قاجار - دوره پهلوی اول است و در اردکان، محله چرخاب، دربند ضیائی واقع شده و این اثر در تاریخ ۲۴ اسفند ۱۳۸۳ با شمارهٔ ثبت ۱۱۶۲۱ به‌عنوان یکی از آثار ملی ایران به ثبت رسیده‌است.